# Grymeus
Genre
Grymeus est un genre d'araignées aranéomorphes de la famille des Oonopidae.

## Distribution
Les espèces de ce genre se rencontrent en Australie et au Sri Lanka.

## Liste des espèces
Selon World Spider Catalog (version 19.0, 22/06/2018) :
- Grymeus barbatus Harvey, 1987
- Grymeus dharmapriyai Ranasinghe & Benjamin, 2018
- Grymeus robertsi Harvey, 1987
- Grymeus yanga Harvey, 1987

## Publication originale
- Harvey, 1987 : Grymeus, a new genus of pouched oonopid spider from Australia (Chelicerata: Araneae). Memoirs of the Museum of Victoria, vol. 48, no 2, p. 123-130 (texte intégral).